# Tobermory (Schottland)
Tobermory, schottisch-gälisch: Tobar Mhoire: „Marias Brunnen“, ist der Hauptort der Isle of Mull, einer Insel der Inneren Hebriden vor der Nordwestküste Schottlands, die zur Council Area Argyll and Bute gehört. 1788 als Fischerhafen gegründet, liegt Tobermory im Nordosten der Insel und hat heute 954 Einwohner (Stand 2011).
Die bunte Häuserzeile im Hafen von Tobermory ist Kulisse der bekannten britischen Kinderserie um den fiktiven Ort Balamory. Eine Whiskybrennerei mit Besucherzentrum kann in Tobermory besichtigt werden. In der Nähe liegen der Cairn von Achnacreebeag und die Steinreihe von Balliscate.
Tobermory ist über die A848 und die in Salen an die A848 anschließende A849 mit dem wichtigen Fährhafen in Craignure verbunden, von dem aus eine Fährverbindung nach Oban besteht. Von Tobermory besteht zudem eine Fährverbindung nach Kilchoan auf der Halbinsel Ardnamurchan.
Der Ort ist Namensgeber des hier von Matthew Forster Heddle (1828–1897) erstmals entdeckten Minerals Tobermorit.

## Persönlichkeiten
- Flora Philip, verheiratete Stewart (1865–1943), Mathematikerin